# ماجراهای مارکو پولو (فیلم)
ماجراهای مارکو پولو (به انگلیسی: The Adventures of Marco Polo) فیلمی در ژانر ماجراجویی و درام محصول سال ۱۹۳۸ به کارگردانی آرچی مایو و جان کرامول است. در این فیلم گری کوپر نقش مارکو پولو را ایفا می‌کند.